# Kuka (Unternehmen)
Die Kuka AG ist ein Unternehmen der Maschinenbaubranche mit Sitz in Augsburg und seit 2016 im Mehrheitsbesitz des chinesischen Midea-Konzerns.
Kuka arbeitet in fünf Geschäftsbereichen: Robotics, Systems, Swisslog, Swisslog Healthcare und China.
Neben Wettbewerbern wie Fanuc, ABB und Yaskawa zählt Kuka zu den führenden Anbietern auf dem weltweiten Markt für Industrieroboter.

## Geschichte

### VonKeller und Knappich Augsburgzu Kuka

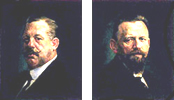
1898 Firmengründung durch Johann Josef Keller (links) und Jakob Knappich

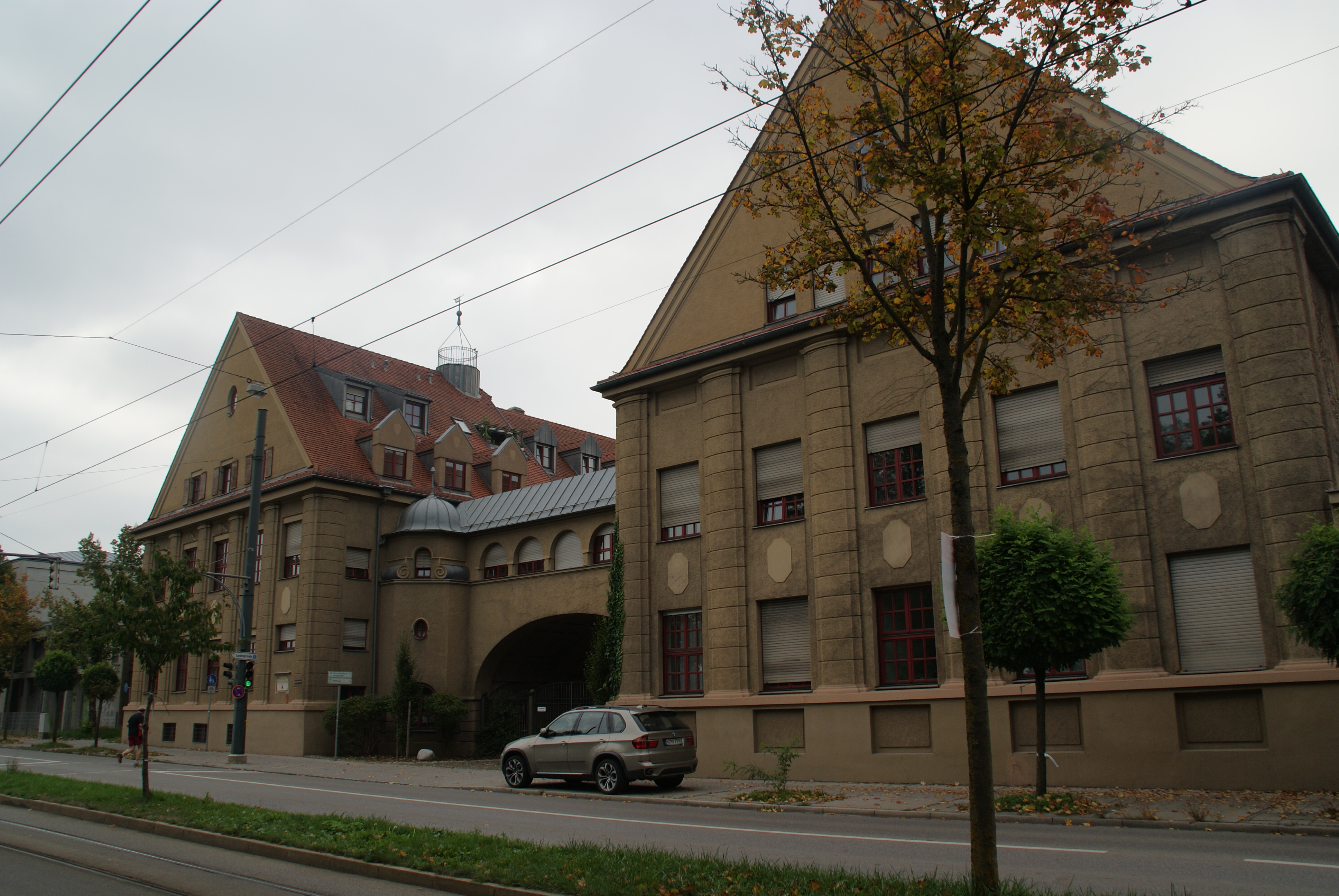
Ehemalige Maschinenfabrik Keller & Knappich in Augsburg-Kriegshaber (heute als Wohnanlage genutzt)

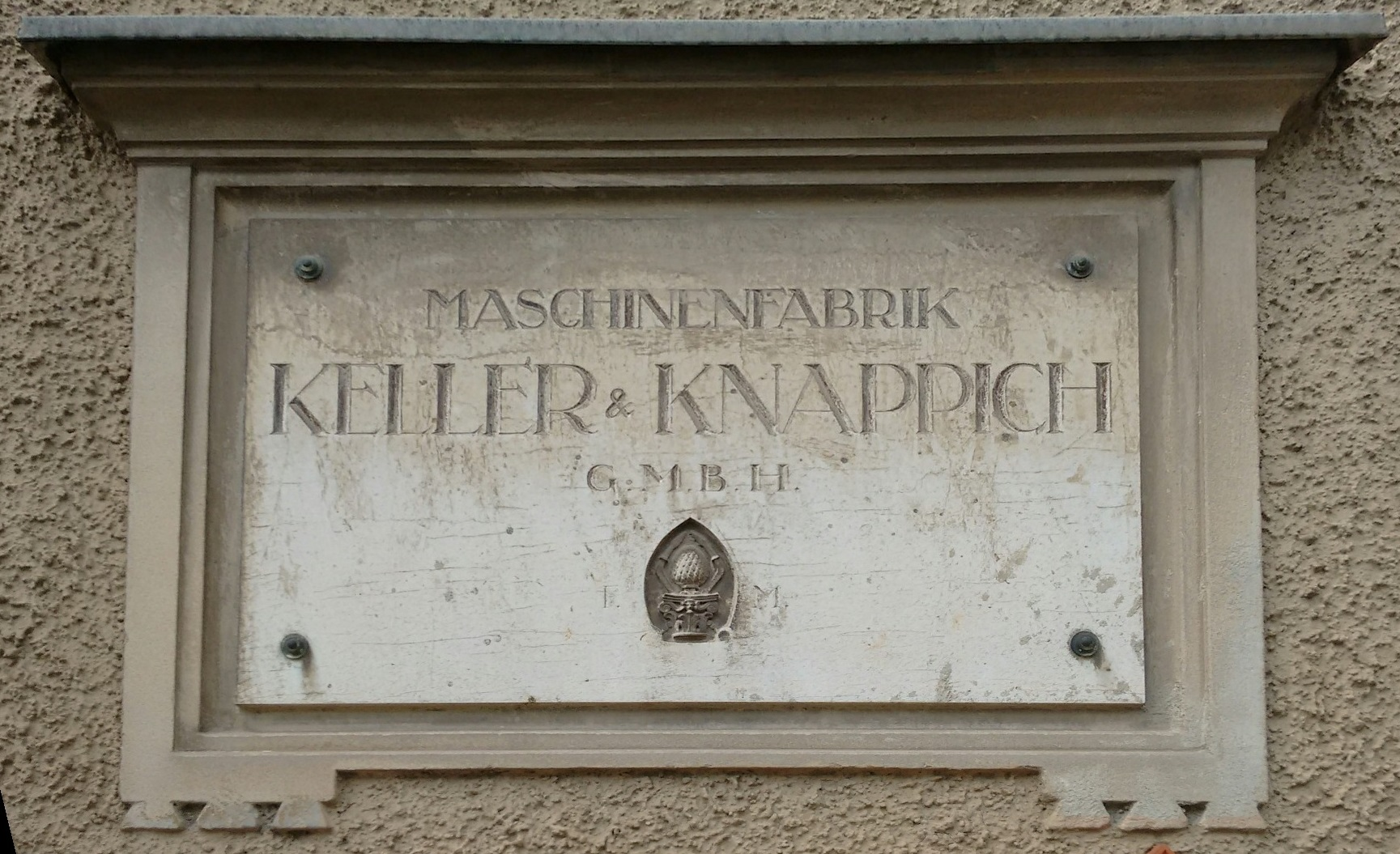
Erinnerungstafel am ersten Firmensitz in Augsburg-Kriegshaber

Das Unternehmen wurde 1898 in Augsburg-Oberhausen durch Johann Josef Keller und Jakob Knappich gegründet. Zunächst wurden Acetylen-Generatoren für Beleuchtungskörper produziert. Bedingt durch die Entwicklung neuer Lichtquellen wie der Osram-Glühlampe und dem mit der Überproduktion von Calciumcarbid verbundenen Preissturz weitete das Unternehmen im Jahr 1905 seine Produktpalette auf Autogen-Schweißgeräte aus.
Nach dem Ersten Weltkrieg nahm Keller und Knappich 1918 die Produktion mit Sicherheits-, Hand- und Kraftwinden mit automatischem Bremsregler auf und begann zusätzlich, Großbehälter zu bauen. Daraus entstand 1922 die Bayerische Kesselwagen GmbH, die die Entwicklung und Produktion von Aufbauten für Kommunalfahrzeuge beispielsweise für die Straßenreinigung und Müllwagen übernahm. 1927 wurden Großmüllwagen vertrieben. Gleichzeitig wurde aus den Anfangsbuchstaben der Unternehmensbezeichnung „Keller und Knappich Augsburg“ der Firmenname Kuka geschaffen, der sich als Marke ab diesem Zeitpunkt auch auf dem internationalen Markt etablieren konnte. Letzteres zeigt sich darin, dass dieser spezielle Behältername in Ungarn synonym für „Abfalltonne“, und in Tschechien für Müllwagen gebraucht wird. In der folgenden Zeit übernahm das Unternehmen den Bau und die Ausrüstung von Masten und Bauteilen für die Elektrifizierung der Deutschen Reichsbahn im Großraum Augsburg. 1936 setzte die Entwicklung und Herstellung von Punktschweißgeräten ein. Gleichzeitig wurde die Autogen-Schweißtechnik aus Rentabilitätsgründen eingestellt.
Bei den Luftangriffen am 25./26. Februar 1944 auf Augsburg während des Zweiten Weltkrieges wurde auch das Werksgelände des Unternehmens getroffen und erheblich zerstört. 1945 begann Kuka wieder, Schweißmaschinen und andere Kleingeräte herzustellen. 1948/49 erschloss sich das Unternehmen mit Produkten wie der Doppelzylinder-Rundstrickmaschine und der Reiseschreibmaschine „Princess“ neue Geschäftsfelder. Aus strategischen Gründen übernahm der Großindustrielle Günther Quandt im Rahmen eines Krisenmanagements die Firma, wobei Gesellschaftsform und Firmenname erhalten blieben.

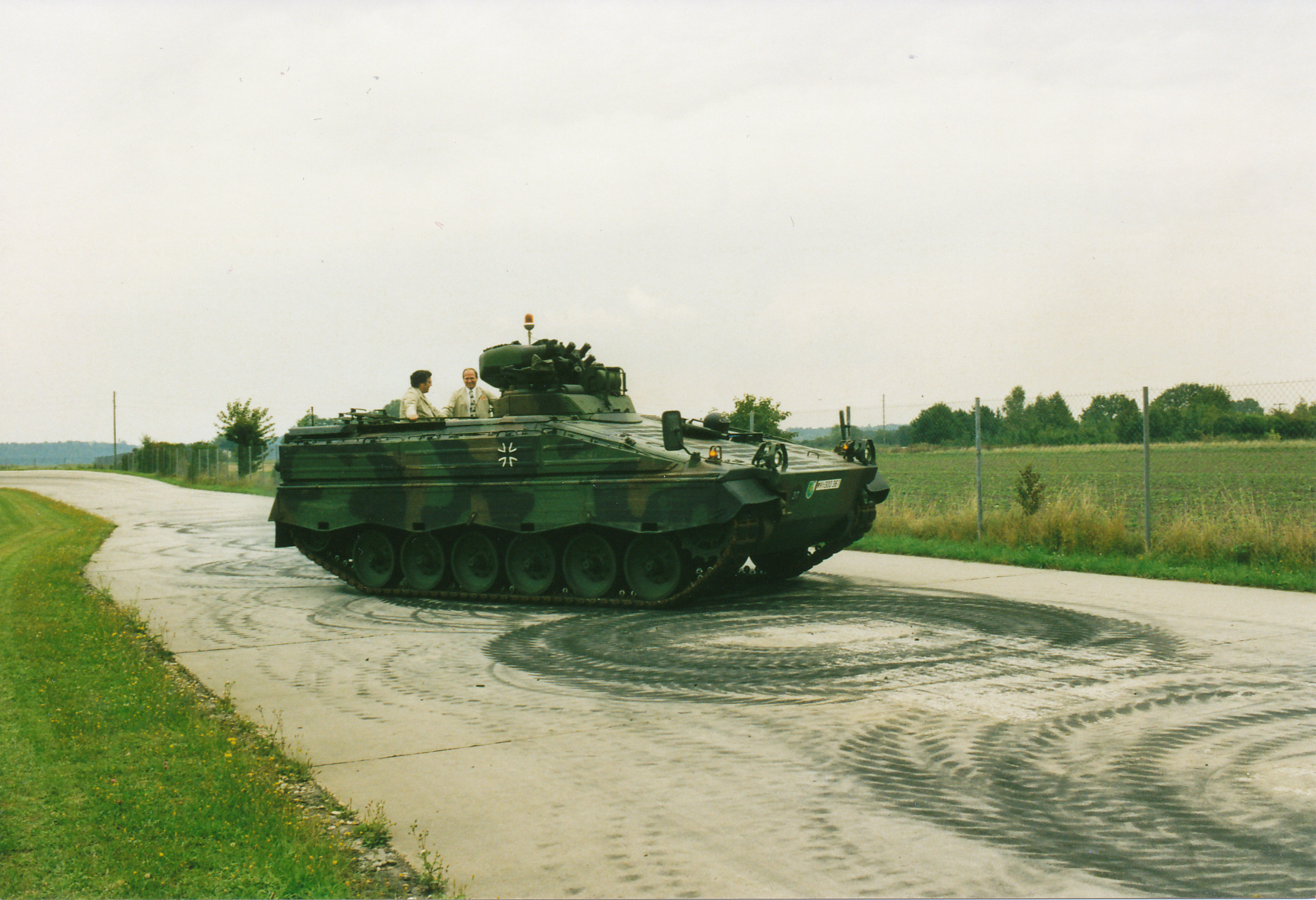
Marder-Schützenpanzer mit Kuka-Technik

1956 baute das Unternehmen automatische Schweißanlagen für Kühlschränke und Waschmaschinen und lieferte die erste Vielpunktschweißstraße an Volkswagen aus. Ein Jahr danach erschloss die Firma den Markt für zivilen und militärischen Objektschutz mit der Fertigung von Stachelband-Schutzsystemen. 1960 erhielt das Unternehmen den Auftrag für die Fertigung von 1800 Türmen mit 20-mm-Maschinenkanonen für den Schützenpanzer HS 30 der Bundeswehr und lieferte 1963 in Kooperation mit den Henschel-Werken Teile für Sonderwagen des Bundesgrenzschutzes.
1966 begann die Produktion von Reibschweißmaschinen. Ein Jahr später folgte ein Auftrag der Deutschen Bundesbahn für die Herstellung von schienengebundenen Dienstfahrzeugen des Typs Klv 53.
1969 erwarb das Unternehmen einen Anteil von 50 Prozent an dem Schweißtechnik-Spezialisten ARO Schweißmaschinen GmbH & Co KG. 1970 fusionierten die beiden zur Quandt-Gruppe gehörenden Unternehmen Kuka GmbH und Industrie-Werke Karlsruhe AG (IWK) zur Industrie-Werke Karlsruhe Augsburg Aktiengesellschaft, kurz IWKA, mit Sitz in Karlsruhe, wobei die IWK auf die Metallpatronen AG zurückgeht. In den Folgejahren wurden weitere Schweißanlagen gefertigt. Mit der Fertigung des Roboters FAMULUS gelang 1973 der Einstieg in die Roboterproduktion, die 1978 mit dem IR 601/60 in Serie ging. Bereits zwei Jahre zuvor wurde der Firmensitz von Oberhausen nach Lechhausen verlegt. Von 1928 bis 1980 waren die Unternehmen im Besitz der Familie Quandt.
1981 wurden die verschiedenen Aktivitäten der IWKA in rechtlich selbstständige Gesellschaften umgewandelt und die AG zu einer reinen Holdinggesellschaft. Es entstanden die Geschäftsbereiche: Kuka Schweißanlagen und Roboter GmbH, Kuka Umwelttechnik GmbH und Kuka Wehrtechnik GmbH, die 1999 wieder an Rheinmetall veräußert wurde. Gleichzeitig begann eine Internationalisierung des Unternehmens, die sich in den folgenden Jahren ausweitete. Ende 1982 wurde die LSW Maschinenfabrik GmbH in Bremen Konzerntochter der Kuka.
1983 baute das Unternehmen eine Teststrecke für Marder- und M113-Schützenpanzer. Die Sparte der Kuka-Kommunalfahrzeuge (Kuka Umwelttechnik GmbH) wurde an FAUN verkauft. 1993 wurden die ersten Laser-Dachnaht-Schweißanlagen hergestellt und in den Folgejahren die Technologien Kleben und Dichten ausgeweitet. Zur gleichen Zeit übernahm Kuka die Werkzeugbau Schwarzenberg GmbH. Die „Kuka Roboter GmbH“ wird seit 1995 als eigener Bereich geführt. 1996 wurde die Kuka Schweißanlagen GmbH eigenständiges Unternehmen und lieferte Presswerkzeuge für Pkw-Seitenwände aus hochfestem Stahl.
2005 beschloss die Hauptversammlung als Reaktion auf die veränderte wirtschaftliche Position des Unternehmens die Umbenennung der IWKA in Kuka und die Verlegung des Sitzes nach Augsburg. 2007 wurde die Kuka Schweißanlagen GmbH im Zuge der Umsetzung von Innovationsstrategien im Unternehmen in die Kuka Systems GmbH überführt.
Anfang Januar 2014 übernahm Kuka den Mehrheitsbesitz des Unternehmens Reis Robotics mit Sitz in Obernburg am Main. Beide Firmen hatten schon länger eine engere Partnerschaft. Zunächst gingen 51 % der Firmenanteile an Kuka. 2016 übernahm Kuka die verbleibenden Anteile und wurde alleiniger Eigentümer.
Im November 2014 übernahm Kuka das Schweizer Intralogistik-Unternehmen Swisslog mit 2500 Beschäftigten für umgerechnet 280 Mio. Euro.
Im Dezember 2017 gab KUKA die Übernahme des finnischen Softwareunternehmens Visual Components bekannt. Das Unternehmen wurde 1999 in Helsinki gegründet und entwickelt Software zur visuellen Planung, Modellierung und Simulation von Fertigungsanlagen, sowie zur Offline-Programmierung (OLP) von Robotern. Während die hauseigene Simulationssoftware KUKA.Sim auf Hardware von KUKA spezialisiert ist, unterstützt Visual Components auch weiterhin Hardware von anderen Herstellern. Neben diversen Inventargegenständen und Zusatzkomponenten (z. B. Materialzuführer, Förderbänder, Videokameras etc.), umfasst der Komponentenkatalog von Visual Components derzeit mehr als 1700 Robotermodelle von rund 70 Herstellern.
Im September 2024 hat der Automatisierungskonzern KUKA einen neuen Geschäftsbereich gegründet. Mit KUKA Digital wird das für seine orangefarbenen Industrieroboter und Automatisierungslösungen bekannte Unternehmen aus Augsburg sein Software- und Digitalgeschäft. Ziel ist eine durchgängige Digitalisierung unterschiedlichster Maschinen und Anlagen in Produktionen, von der 3D-Simulation über die Vernetzung und Datenanalyse bis hin zum Einsatz von Künstlicher Intelligenz.

### Übernahme durch Midea
Mit Stand März 2015 war bei der Aktionärsstruktur der größte Anteilseigner mit 25,1 % die Voith-Gruppe, danach folgte die Swoctem (ein Investmentarm der Friedhelm Loh Group) mit 10 sowie der Versicherer Axa mit 5 % und weitere institutionelle Anleger, darunter die Bank of America mit rund 3 %, York Capital Management mit rund 2,8 % und Franklin Mutual Advisers LLC mit rund 2,75 %. Der verbleibende Streubesitz bezifferte sich auf etwa 51,35 %.
Im August 2015 erwarb der chinesische Haushaltsgeräte- und Klimaanlagenhersteller Midea Group 5,43 % der Stimmrechte. Midea baute die Beteiligung bis Mai 2016 auf 13,5 % aus und gab dann ein öffentliches Gebot zur Aufstockung auf mindestens 30 % ab, erklärte aber zugleich, nicht die Kontrolle über Kuka anzustreben.
Im Mai 2016 legte Midea ein Übernahmeangebot über 4,6 Milliarden Euro oder 115 Euro je Aktie vor. Dies entsprach einem Aufschlag von mehr als 35 Prozent auf den Schlusskurs vom Vortag. Midea betonte aber zugleich, Kuka nicht komplett übernehmen und auch keinen Beherrschungsvertrag schließen zu wollen. Man verfolge mit dem Übernahmeangebot das Ziel, den eigenen Anteil von 13,5 % auf bis zu 49 % auszubauen.
Anfang Juli 2016 veräußerten der schwäbische Maschinen- und Anlagenbauer Voith und die Friedhelm Loh Group ihre 25,1- bzw. 10%igen Beteiligungen an Midea. Loh erlöste etwa eine halbe Milliarde Euro, Voith 1,2 Milliarden Euro. Die Chinesen sicherten sich so – zusammen mit ihren bereits erworbenen Anteilen von 13,5 % – insgesamt 48,6 % aller Aktien und waren damit nur noch knapp von der Mehrheit entfernt. Das ursprünglich genannte Mindestziel von 30 % der Aktien wurde so bereits deutlich überschritten.
Anfang August 2016 hatte Midea fast 95 Prozent der Kuka-Aktien übernommen.
Ende Dezember 2016 stimmten die US-amerikanischen Behörden CFIUS (Committee on Foreign Investment in the United States) und DDTC (Directorate of Defense Trade Controls) dem Verkauf von Kuka an Midea zu.
Vergeblich hatte die Bundesregierung versucht, eine Übernahme von Kuka durch die chinesische Firma abzuwehren und dafür geworben, dass sich deutsche Unternehmen beteiligen. Die Robotik gilt als Schlüsseltechnologie des 21. Jahrhunderts und man versuchte zu verhindern, dass zukunftsträchtige Technologie aus Deutschland nach China abwandert. Angesichts der Übernahme sprach sich EU-Kommissar Günther Oettinger für ein europäisches Außenwirtschaftsgesetz aus und schlug vor für „strategisch wichtige Wirtschaftsbereiche“ zu prüfen, was national oder auf europäischer Ebene getan werden könne, um Wertschöpfung und Forschung auch künftig in Europa zu halten.
Der Kuka-Vorstand hatte mit Midea eine Investorenvereinbarung geschlossen, wonach dem Unternehmen bis 2023 weitgehende Unabhängigkeit garantiert wird. Laut Vertrag sollen die Marken des Unternehmens ebenso gesichert werden, wie die Daten von Kunden und Lieferanten, um so Befürchtungen entgegenzuwirken, dass Midea nach der Übernahme Patente, Daten und anderes Know-how aus Kuka herausziehen und selbst nutzen könnte. Darüber hinaus sollten für die nächsten siebeneinhalb Jahre die 14.200 Kuka-Beschäftigten ihre Jobs behalten, bestehende Standorte für diesen Zeitraum festgeschrieben werden. Auch die Unternehmenszentrale in Augsburg, in der allein 4000 Menschen arbeiten, sollte erhalten werden.
Im März 2018 kündigte Kuka an, im Rahmen eines Joint Ventures mit Midea 400 Millionen Euro in einen neuen Standort in Shunde, China – dem Heimatsitz von Midea – investieren zu wollen. Dort soll bis 2024 eine Kapazität von 75.000 Robotern aufgebaut werden und gleichzeitig 4000 Arbeitsplätze im Bereich der Robotikforschung entstehen.
Ab Juli 2025 ist Christoph Schell Vorstandsvorsitzender (CEO) der KUKA AG. Finanzvorstand (CFO) der KUKA AG ist Alexander Tan.
In den letzten Jahren setzt das Unternehmen verstärkt auf das Thema Digitalisierung. Auch die Corona-Krise hat diese Entwicklung verstärkt.
Auf der digitalen Hannover Messe 2021 stellte KUKA Elemente eines neuen Betriebssystems vor. Damit soll das Programmieren von Robotern so einfach werden wie das Arbeiten am PC. Mit der „Mission 2030“ verfolgt das Unternehmen das Ziel Automatisierung in den nächsten zehn Jahren für alle verfügbar zu machen.
Im November 2021 verlangte Hauptaktionärin Midea von KUKA ein Squeeze-out der verbliebenen Minderheitsaktionäre. Aufgrund von Investitionszusagen und Bestandsgarantien seitens Midea beschlossen Vorstand und Aufsichtsrat von KUKA, die Aktie von der Börse zu nehmen.

## Unternehmensstruktur

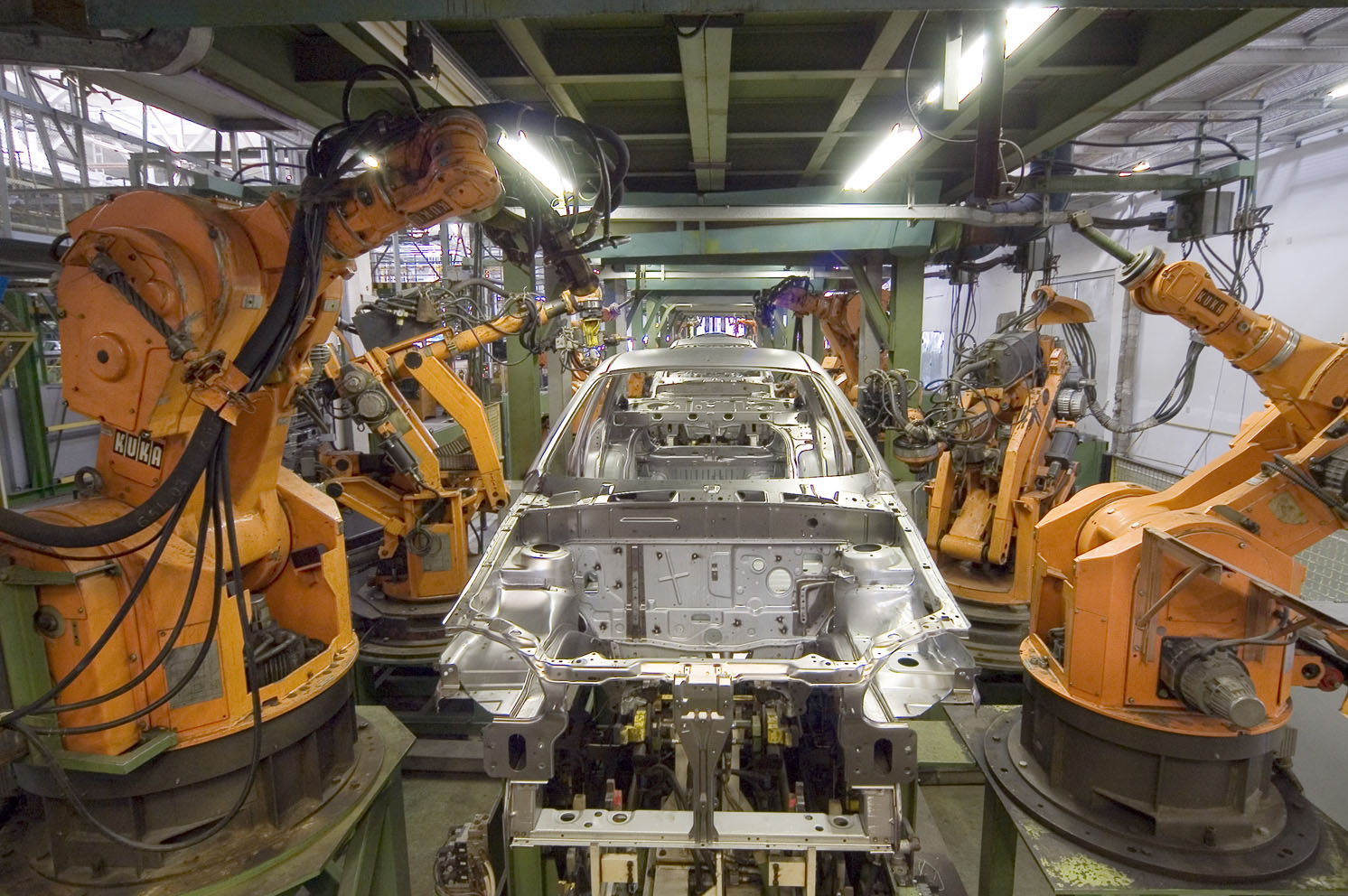
Industrieroboter IR 160/60, IR601/60 von 1983 (2007)

Zur KUKA Group gehören die Anlagenbausparte KUKA Systems, die Robotiksparte KUKA Robotics, Swisslog (Intralogistik-Automatisierung), Swisslog Healthcare (Krankenhaus- und Apotheken-Automatisierung) sowie die Digitalsparte KUKA Digital mit den Software-Spezialisten Visual Components, Device Insight und mosaixx:
- Robotics konzentriert sich auf die Herstellung und den internationalen Vertrieb von Industrierobotern und automatisierten Produktionslösungen für die Automobilindustrie, Elektronikindustrie, Werkzeugmaschinenbranche, Lebensmittelindustrie, Kunststoffindustrie, Medizintechnik. Schweiß-, Gießerei- und Schmiede-Industrie.[44] Die Kuka beansprucht bezüglich ihrer Roboter die Marktführerschaft in Europa[45] und besitzt weltweit 25 meist vertriebs- und servicekonzentrierte Tochterunternehmen. Kuka-Industrieroboter wurden auch in verschiedenen Spielfilmen verwendet und als Robocoaster für das Fahrgeschäft in Freizeitparks eingesetzt.[46][47]
- Systems ist ein internationaler Anbieter für Produkte und Dienstleistungen im Bereich der industriellen Verarbeitung von metallischen und nichtmetallischen Werkstoffen, bedient hier verschiedene Branchen (Automobil, Schienenverkehr, Luft- und Raumfahrt, Photovoltaik, Industrie) und zählt sich selbst zu den Marktführern auf diesem Gebiet.[48] Sie produziert unter anderem für Chrysler Karosserien des Jeep Wrangler. Weitere Kunden sind Boeing, Airbus, Ford, Volvo, Bosch und Siemens. 2010 lieferte Kuka Systems eine WIG-Schweißzelle für die Oberstufendüse der Trägerrakete Ariane 5.[49]
- Swisslog konzentriert sich auf die daten- und robotergesteuerte Logistikautomatisierung.[50] Schwerpunkte sind automatisierte Regalbediengeräte für Paletten und Kleinteile, Förder- und Transportmittel und Hilfskommissioniertechniken für die Lagerverwaltung.[51] Zu den Kunden von Swisslog zählen unter anderem dm, Coca-Cola, STIHL, Alnatura, Pepsi, DB Schenker, Pfizer und Unilever.[52]
- Swisslog Healthcare arbeitet an Automatisierungslösungen im Materialtransport und Medikamentenmanagement.[53] Zielgruppe der Swisslog Healthcare sind Gesundheitseinrichtungen und Krankenhäuser.[54] Ziel der Automatisierungstechnologien sollen mehr Effizienz und Sicherheit im Material- und Medikamentenmanagement sein.[55]
- Die Digitalsparte KUKA Digital mit den Software-Spezialisten Visual Components, Device Insight und mosaixx treibt die industrielle Digitalisierung über den gesamten Produktionslebenszyklus voran.
- In China arbeitet Kuka mit allen Business Segmenten. Ziel ist es, den chinesischen Markt so stärker zu besetzen.[56]